# Pont de Lucey
Le pont de Lucey est un pont en arc franchissant le Rhône entre les communes de Massignieu-de-Rives (Ain) et de Lucey (Savoie). C'est un pont routier emprunté par la RD 37A.

## Présentation
Ce pont en arc d'une longueur de 226 mètres, fut construit en 1938. En 1940, durant la Seconde Guerre mondiale, l'un des arcs est détruit pour empêcher l'avancée des troupes allemandes. Il sera reconstruit en 1946. 
Il comporte cinq arcs : la portée maximale (arc central) est de 52 mètres.
Son constructeur Bollard est également celui du Pont de Langeac en Haute-Loire et celui du Pont de La Balme, sur le Rhône, reliant également le département de l'Ain à celui de la Savoie.